# 薩爾達傳說 夢幻沙漏
《薩爾達傳說 夢幻沙漏》是任天堂薩爾達傳說系列中一款遊戲作品，在任天堂DS主機上推出。
遊戲採用3D卡通渲染（英語：cel-shaded）的畫面風格，搭配以俯角為主的攝影機視點，依據遊戲內容有時也會轉換為其他角度的視點。本作品的影像風格與《薩爾達傳說 風之律動》類似，而根據任天堂美國分公司證實，《夢幻沙漏》是該遊戲的正統續作。
岩田聰在2006年於美國加州聖荷西舉行的游戏开发者大会（GDC）簡報中，首次公開了本遊戲的預告影片。《夢幻沙漏》于2007年6月23日率先在日本发售，而后于10月1日在北美地区发售，10月19日于欧洲发售，10月11日于澳大利亚发售，2008年4月3日在韩国发售。推出首周的日本銷量已達到約30萬，最终销量约91万份；而本作的全球销量约413万份。

## 登場角色

### 人物
林克（Link，配音：松本幸）
雪拉（Ciela，声：水橋香織）
泰特拉（Tetra，声：橘光）
萊恩巴克（Linebeck）
西文（Oshus）
朱麗安
幻影騎士

### NPC
泰瑞
福爾圖
樫月
福爾圖的助手，在火之島陷入危機時，為救福爾圖而身亡。
艾多
大砲島上的製砲工匠。
富吉
艾多師傅的徒弟。
納伊布
海上警備隊的成員，在魔物襲擊遊客船時一直在裝死。其兄是北海的勇者
羅瑪尼
莫魯德島居民。其父經常為追求夢想，而沒理會工作與家人，曾穿越霧海到達被風之島。
馬梅多
獵人，是伯努恩島居民。為了捕捉島上的特有的奇獸—幻之人魚而放棄朋友、家庭、幸福。自稱是胸懷大志的人。
人魚
伯努恩島上的奇獸，但實際上由人類所假扮而成。喜歡年長的男人。本名喬安，朱麗安的妹妹。
勇者
紅獅子號的船長。有著與林克相似的綠衣打扮，將林克當成自己的崇拜者，並收為徒。
薩伍玆
薩伍玆島上的鍛造師。世世代代都是守護海王的隨從
拉辛
居住在無名的小島的金色首領。能操縱龍卷風進行旅行。有個六個孩子分佈在大海上。
大戈隆
戈隆島長老。
麥戈隆
戈隆島長老之子。

### 關鍵登場人物
莉芙
力量精靈。在數年前被封印於火焰神殿。
內利
智慧精靈。被封印於風之神殿。
雪拉
勇氣精靈。跟貝拉姆戰鬥時分身脫離危險，其主身則被封印在勇氣神殿而遺失了記憶，故事中跟隨林克冒險
西文
海王。跟貝拉姆戰鬥時分身脫離脫離危險，主身被封印在海王神殿深處，暫居在梅魯卡島上等待反擊機會。
貝拉姆
本作中最終頭目，擁有吞噬一切力量的能力

### 迷宮頭目
火焰幻術師 費雷茲
龍卷魔空魚 費奧庫塔
甲殻巨大種 萊亞德
地獄四姊妹 丘巴斯
重機動鎧龍
冰炎雙頭頭
古代巨岩兵
夢幻魔神

## 道具
西文之劍
盾
回力鏢
炸彈
弓箭
老鼠炸彈

槌
鏟
釣竿
青蛙的指南針
夢幻的砂漏
夢幻的劍

## 迷宮
本作的迷宮，除了幽靈船外，並是以「「○○的神殿」來命名。
| 等級 | 迷宮名       | 階數          | 地域     | 道具           | 頭目                    |
| ---- | ------------ | ------------- | -------- | -------------- | ----------------------- |
| 1    | 火焰神殿（） | 5 (1F - 5F)   | 火之島   | 回旋鏢         | 火焰幻術師 費雷茲       |
| 2    | 風之神殿（） | 3 (B2 - 1F)   | 風之島   | 爆弾           | 竜巻魔空魚 フーオクタ   |
| 3    | 勇氣神殿（） | 5 (B1 - 4F)   | モルデ島 | 弓矢           | 甲殻巨大種 レヤード     |
| 4    | 幽靈船（）   | 4 (B3 - 1F)   | 北西之海 | 無し           | 地獄四姉妹 キュバス     |
| 5    | 砂之神殿（） | 5 (B4 - 1F)   | ゴロン島 | ボムチュウ     | 重機動鎧竜 ボンゴロンゴ |
| 6    | 冰之神殿（） | 5 (B2 - 3F)   | 冰之島   | カギつめロープ | 氷炎双頭竜 グリオーク   |
| 7    | 遺蹟宮殿（） | 7 (B4 - 3F)   | 遺跡島   | ハンマー       | 古代巨岩兵 オーイス     |
| 8    | 海王神殿（） | 14 (B13 - 1F) | 梅魯卡島 | 海圖           | 夢幻魔神 ベラムー       |

- 砂之神殿與冰之神殿與遺蹟宮殿的攻略順序可以不同。

## 地理
本作的世界中，以十字分割為四個海域，分佈著不同的島。
其中一部分的島的名是以地圖上的外形來命名（梅魯卡島是以麥卡托投影法來命名）。
| 北西之海                                                             | 北東之海                                                  |
| -------------------------------------------------------------------- | --------------------------------------------------------- |
| - 薩伍玆島（） - 伯努恩島（） - 無名的小島（） - 風之島（）          | - 梅玆島（） - 死者之島（） - 遺跡島（）                  |
| 南西之海                                                             | 南東之海                                                  |
| - 梅魯卡島（） - 莫魯德島（） - 大砲島（） - 火之島（） - 祠之島（） | - 霍利霍利島（） - 冰之島（） - 哥隆島（） - 杜維斯島（） |

### 航海
各海域的島都有港口以作入港，航海就是港與港之間的移動。
最初，只有出發發點—梅魯卡島所在的南面海域中航行，隨著故事進展得到新的海圖，可移動到其他的海域。

## 資料來源
1. 1 2  Billy Berghammer. . GameInformer. 2007-03-09  [2007-03-23]. （原始内容存档于2009-01-16） （英语）.
2. ↑  . Nintendo of America. 2007-07-02  [2007-07-03]. （原始内容存档于2015-02-03）.
3. 1 2 3  Martijn Müller. . Land of the Legend. 2007-03-12  [2007-03-23].
4. ↑  . Nintendo.kr. 韩国任天堂. April 2008  [2008-04-03]. （原始内容存档于2020-02-22）.
5. 1 2   (PDF). 任天堂. 2008-04-25  [2011-09-26]. （原始内容存档 (PDF)于2020-10-30） （日语）.

## 外部連結
- 官方网站（日語）
- 官方网站（英文）